# Adelheid

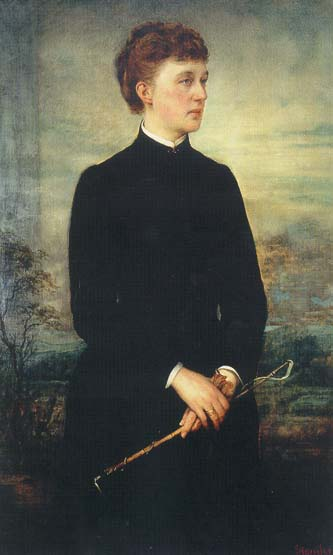
Adelheid av Anhalt-Dessau

Adelheid är ett tyskt kvinnonamn som är sammansatt av ord som betyder ädel och ljus. Det äldsta belägget för namnet i Sverige är från år 1675.
Den 31 december 2017 fanns det totalt 84 kvinnor folkbokförda i Sverige med namnet Adelheid, varav 25 bar det som tilltalsnamn.
Namnsdag i Sverige: saknas

Namnsdag i Finland (finlandssvenska namnlängden): saknas

## Personer med namnet Adelheid
- Adelheid av Akvitanien, fransk drottning
- Adelheid av Anhalt-Dessau, storhertiginna av Luxemburg
- Adelheid av Burgund, tysk-romersk kejsarinna
- Adelheid av Hessen, tysk drottning av Polen
- Adelheid av Hohenlohe-Langenburg, tysk hertiginna
- Adelheid av Meissen, drottning av Böhmen
- Adelheid av Pommern, tysk hertiginna
- Adelheid I av Quedlinburg, tysk furstinna
- Adelheid av Schaumburg-Lippe, tysk prinsessa
- Adelheid Dietrich, tysk konstnär